# Ville de Lithgow
La ville de Lithgow (en anglais : City of Lithgow) est une zone d'administration locale située dans l'État de Nouvelle-Galles du Sud en Australie. 

## Géographie
La ville est située dans la région Centre-Ouest et s'étend sur 4 551 km2 autour de Lithgow.
Elle est traversée par la Great Western Highway et par la Main Western Railway, une des principales voies de chemin de fer de Nouvelle-Galles du Sud, qui relie Sydney à Orange, Dubbo et Bourke.

### Villes et localités
Outre le chef-lieu Lithgow, la zone comprend les localités de Ben Bullen, Bowenfels, Capertee, Clarence, Cullen Bullen, Dargan, Glen Alice, Glen Davis, Hampton, Hartley, Hartley Vale, Hillcrest, Little Hartley, Marrangaroo, Meadow Flat, Newnes, Portland, Rydal, Sodwalls, Tarana et Wallerawang.

## Démographie
La population s'élevait à 20 160 habitants en 2011 et à 21 090 habitants en 2016.

## Politique et administration
Le conseil municipal comprend neuf membres élus pour quatre ans. Le 4 décembre 2021, neuf indépendants ont été élus. Le maire est élu parmi les conseillers pour deux ans.

### Liste des maires
| Période                                  | Période       | Identité        | Étiquette    | Qualité |
| ---------------------------------------- | ------------- | --------------- | ------------ | ------- |
| Les données manquantes sont à compléter. |               |                 |              |         |
| 2012                                     | 2016          | Maree Statham   | Indépendante |         |
| 2016                                     | 2018          | Stephen Lesslie | Indépendant  |         |
| 25 septembre 2018                        | décembre 2021 | Ray Thompson    | Indépendant  |         |
| 22 décembre 2021                         | en cours      | Maree Statham   | Indépendante |         |